# Stidham
Stidham is een plaats (town) in de Amerikaanse staat Oklahoma, en valt bestuurlijk gezien onder McIntosh County.

## Demografie
Bij de volkstelling in 2000 werd het aantal inwoners vastgesteld op 23.
In 2006 is het aantal inwoners door het United States Census Bureau geschat op eveneens 23.

## Geografie
Volgens het United States Census Bureau beslaat de plaats een oppervlakte van
0,1 km², geheel bestaande uit land. Stidham ligt op ongeveer 183 m boven zeeniveau.

## Plaatsen in de nabije omgeving
De onderstaande figuur toont nabijgelegen plaatsen in een straal van 20 km rond Stidham.